# Ucranianización

La ucranianización o ucranización (ucraniano: українізація) es la política para favorecer e incrementar la utilización del idioma ucraniano, así como promover otros elementos de la cultura ucraniana, en diversas esferas de la vida pública como la educación, publicaciones, gobierno y religión.

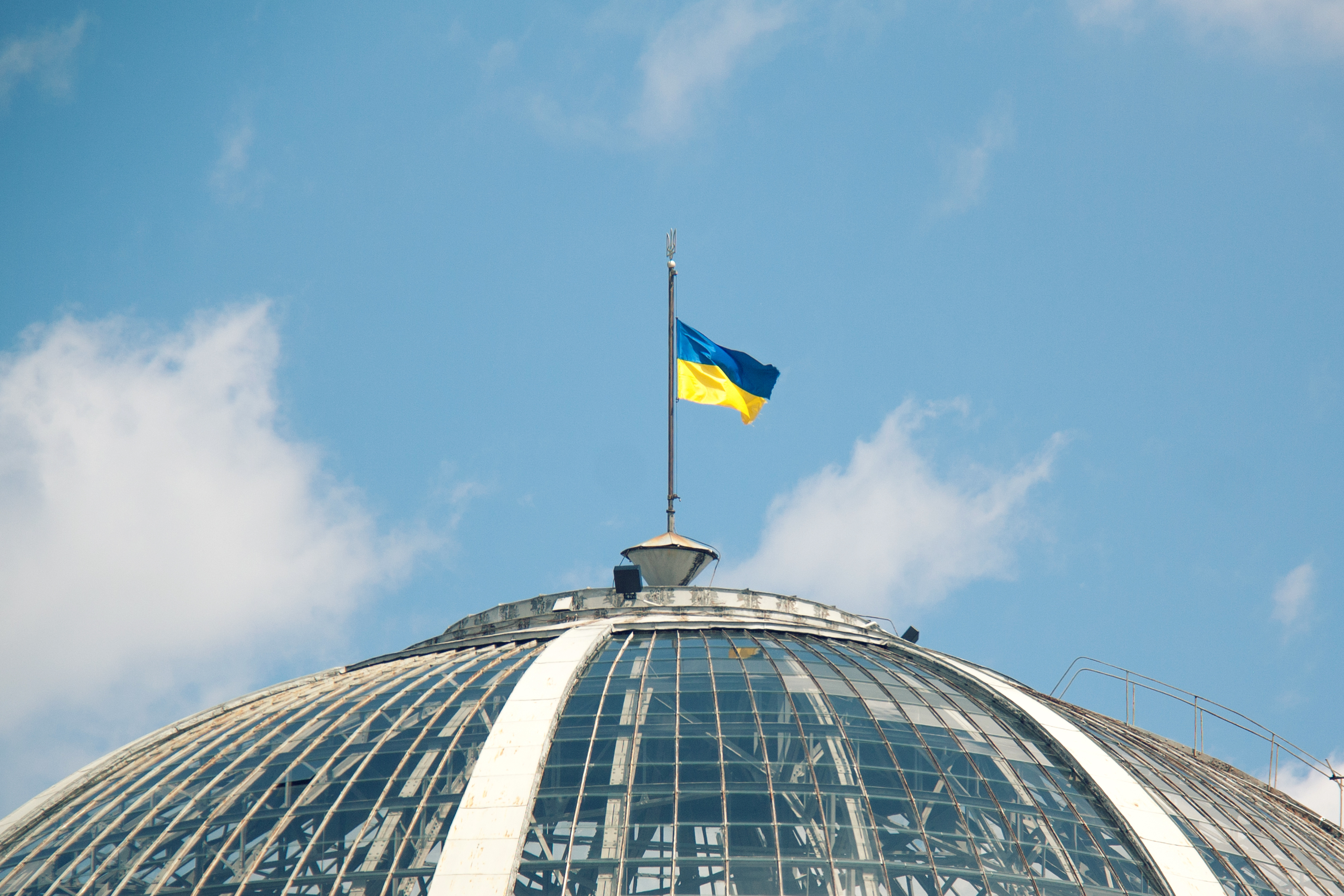
Bandera de Ucrania ondeando en Kiev, la capital del país.

## Terminología
El término, en contraposición con el de rusificación, se refiere a la implementación del conjunto de medidas políticas soviéticas, llevadas a cabo en la década de 1920, encaminadas a reforzar la cultura ucraniana y el poder soviético en el territorio de la RSS de Ucrania y en las regiones del sur de la RSFS de Rusia. De diversas maneras, medidas de ucranianización se han llevado a cabo en diferentes periodos a lo largo del siglo XX en Ucrania, aunque con diferentes objetivos y en diferentes contextos históricos.
Se menciona la ucranianización habitualmente como una respuesta y un medio para afrontar las consecuencias de anteriores políticas de asimilación que buscaban suprimir o erradicar el idioma y cultura ucraniana de las mayoría de la esfera de la vida pública, mayormente con medidas de rusificación de Ucrania durante el Imperio ruso (véase también Ukaz de Ems) y en la URSS, pero también la polonización y rumanización en algunas de las regiones del oeste de Ucrania.

## 1917-1923: Después de la revolución rusa
Luego de la Revolución de Febrero en 1917, el Imperio ruso se disolvió y el pueblo ucraniano intensificó su lucha por una Ucrania independiente, fundando la República Popular Ucraniana. En el caos de la Primera Guerra Mundial, los cambios revolucionarios, la guerra civil rusa y la Guerra de independencia de Ucrania, una emergente Ucrania surgió, pero, inicialmente, no estaba asegurado cómo iba a sobrevivir el estado.
Como la Rada Central Ucraniana, estaba tratando de sostener su control sobre Ucrania entre las fuerzas extranjeras y sus problemas internos, solo se pudo producir un limitado desarrollo cultural. Sin embargo, por primera vez en la historia moderna, Ucrania tenía su propio gobierno y el idioma ucraniano se incrementó en asuntos del estado. 

Ilustración de Ucrania

Como la Rada fue derrocada en un golpe de Estado alemán en 1918, se estableció la regla del Hetmanato cosaco, liderado por Pavló Skoropadski. Mientras que la estabilidad del gobierno era relativa solamente y Skoropadski, como oficial del Ejército Imperial Ruso, hablaba más ruso que ucraniano, el Hetmanato logró iniciar un impresionante programa de educación y cultura ucraniana; imprimió millones de libros en ucraniano; y formó muchas escuelas ucranianas, dos universidades y la Academia Nacional de Ciencias de Ucrania. La academia estableció un comité de ortografía y terminología, la cual inició un programa de investigación académica y metodológica.
En 1918, el mandato del Hetmanato terminó con la evacuación alemana y fue reemplazado por el Directorio de Ucrania de Symon Petlura. Sin embargo, Ucrania descendió a una nueva ola de caos al tener dos invasores al mismo tiempo (el Ejército Rojo bolchevique en el este y las tropas polacas en el oeste), y también al ser asolada por grupos armados anarquistas.

## 1923–1931: Primeros años de la Ucrania Soviética
Mientras los bolcheviques se impusieron en Ucrania, el primer gobierno soviético tuvo sus propias razones para alentar los movimientos nacionales del antiguo Imperio ruso. Mientras que el gobierno ruso trataba de comprobar y consolidar su poder, el gobierno bolchevique estaba mucho más preocupado sobre las oposiciones políticas conectadas a la prerrevolucionaria orden que en los movimientos nacionales dentro de su antiguo imperio. La inversión de las políticas asimilacioncitas creadas por el Imperio ruso fueron potencialmente hechas para ayudar a mejorar la imagen del gobierno soviético y aumentar su popularidad entre la gente corriente.
Hasta principios de los años 1930, la cultura ucraniana tuvo un renacimiento generalizado debido a las políticas de los bolcheviques, más conocido como la política de la korenización (“indigenización”). En estos años, la ucranización fue implementada en toda la república; en tales condiciones, en un principio la idea nacional continuó desarrollándose, e incluso expandiéndose, en un amplio territorio con población tradicionalmente mixta al este y al sur, que se convirtió en parte de la República Soviética de Ucrania. 

## Comienzos de 1930: revocación de las políticas ucranianas

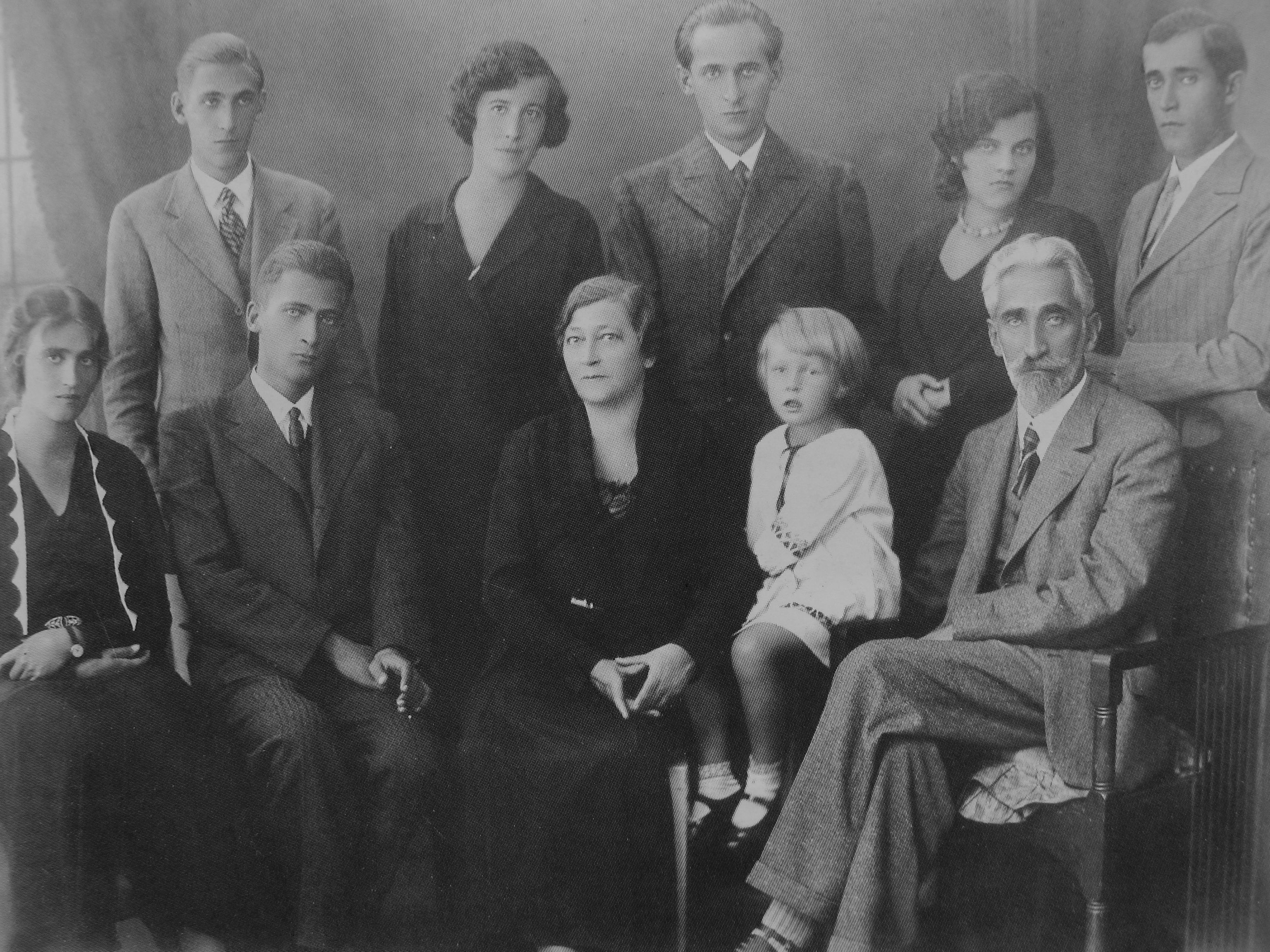
Renacimiento fusilado

A principios de los años 30, las políticas de la ucranizacion eran revocadas de manera abrupta y violenta. El “nacionalismo ucraniano” fue declarado como el principal problema en Ucrania, y muchos diarios, publicaciones y escuelas ucranianas fueron cambiadas al ruso. También asesinaron a una gran mayoría de académicos destacados y líderes culturales ucranianos, así como las partes “ucranizadas” del partido comunista.
En 1929-30, comenzó la represión más grande, cuando arrestaron y asesinaron a la mayoría de un gran grupo de inteligencia ucraniana. En la historia de Ucrania, este grupo es referido como el Renacimiento fusilado (розстріляне відродження). Aunque en 1933 el terror llegó a su punto máximo durante el Holodomor, que fue de cuatro a cinco años después de la Gran Purga de los soviéticos, la cual fue un segundo golpe para Ucrania.
En el XII Congreso de la Partido Comunista de la República Socialista Soviética de Ucrania, Pável Póstyshev, el líder designado por Moscú, declaró que “1933 fue el año de la derrota de la contrarrevolución nacional de Ucrania”. Esta “derrota” abarcó no solo la exterminación física de una gran parte del campesinado del país, sino también eliminó de Iglesia ortodoxa autocéfala ucraniana y encarceló y ejecutó masivamente intelectuales, escritores y artistas del país. Los ensambles musicales del país tenían su repertorio censurado y restringido de manera severa, las giras extranjeras hechas por artistas ucranianos fueron canceladas sin explicación y muchos artistas fueron detenidos y arrestados durante meses sin causa. Luego de no recibir dinero durante bastantes meses, muchas capillas de música y coros, tales como la capilla de Banduristas de Kiev y de Poltava, quedaron disueltos. Los kobzares de toda Ucrania, artistas ciegos que tocaban música folk, recibieron una citación a una conferencia etnográfica y desaparecieron.
En las regiones del sur de la RSFS de Rusia (incluyendo Cáucaso Norte y la zona este de Ucrania Libre), la ucrainización fue prohibida en 1932 de manera efectiva. Específicamente, el 14 de diciembre de 1932, el comité central del Partido Comunista de la Unión Soviética (PCUS) decretó su prohibición en Ucrania, el Cáucaso Norte y las regiones occidentales”. El Consejo de Comisarios del Pueblo soviético declaró que la ucrainización se llevaba a cabo formalmente en ciertos lugares de una manera “no bolchevique”, que proporcionaba “elementos nacionalistas y burgueses” con una cobertura legal para organizar una resistencia antisoviética. Para detener esto, el decreto ordenaba que en estas áreas cambiaran al ruso, entre otras cosas, todos los periódicos, las revistas y los trámites de cooperación. En otoño de 1932 (comienzos del año escolar), todas las escuelas fueron obligadas a cambiar al ruso, además, el decreto ordenó un reasentamiento del pueblo: toda la población “desleal” se iba, dando espacio a los Cosacos.
Los ciudadanos de la stanitsa Poltávskaya que se opusieron a la colectivización forzosa de las tierras fueron desterradas al norte de Rusia, con todas sus propiedades entregadas a los koljós, trasladándose allí en su lugar población desde las zonas más pobres de Rusia. Este final forzoso de la ucranización en el sur del PCUS provocó un descenso masivo de los ucranianos declarados en estas regiones en el censo soviético de 1937, en comparación con el Primer Censo de la Unión Soviética de 1926.

## De 1930 a mediados de los 80
A principios de 1934, el Partido Comunista de Ucrania, bajo la orientación de funcionarios públicos como Lázar Kaganóvich, Stanislav Kosior y Pável Póstyshev, se jactó de haber eliminado a los  “contrarevolucionarios, a los nacionalistas, a los espias y a los enemigos del pueblo”. Organizaciones académicas como Bahaliy Institute of History and Culture, fueron clausuradas tras ser arrestadas.
En 1935 y 1936, el 83 % de todos los niños en las escuelas en la RSS de Ucrania aprendieron en ucraniano a pesar de que los ucranianos solo eran el 80 % de toda la población. En 1936, de 1830 diarios, 1402 estaban en ucraniano, así como 177 revistas y 69 104 libros ucranianos fueron impresos.
En los siguientes 50 años, las políticas sovietas hacia el idioma ucraniano osciló en su mayoría entre el desánimo y la silenciosa supresión a la persecución y las purgas culturales con la notable excepción de la década de liderazgo del Partido Comunista de Petró Shélest en la Ucrania Soviética (1963-1972). La década del 60 se caracterizó por los esfuerzos moderados de la ucranización en asuntos gubernamentales, así como el resurgimiento del uso del ucraniano en la educación, las ediciones y la cultura.
Aunque, eventualemente, todos los efectos de la ucrainización fueron deshechos una vez más y el ucraniano comenzó, de manera gradual, a “rusificarse” de manera significativa. Estas políticas se suavizaron solo a mediados o finales de los 80, y fueron completamente reinvertidas en la nueva e independiente Ucrania en la década de los 90.

## A partir de 1991: Una Ucrania independiente
El 28 de octubre de 1989, la Suprema Corte soviética de Ucrania cambió la constitución nacional y aprobó la “Ley de Idiomas”: se declaró el ucraniano como el único idioma oficial, mientras que le garantizaban protección constitucional a los otros idiomas hablados en Ucrania.
El gobierno creó obligadamente las condiciones solicitadas para el desarrollo y el uso del ucraniano así como los idiomas de otros grupos étnicos, inclusive el ruso. En instituciones locales (ubicadas en residencias de la mayoría de los ciudadanos, y sus etnias correspondientes) aprobaron el uso de otros idiomas junto al ucraniano. Los ciudadanos tenían garantizado el derecho de usar su lengua nativa, o cualquier otro idioma, y tenían el derecho de unirse a varias instituciones y organizaciones en ucraniano, ruso, cualquier otro idioma de su trabajo u otro idioma aceptado por los partidos políticos. Después de la independencia de Ucrania tras la disolución de la Unión Soviética, con algunas correcciones menores, continuó vigente en el independiente estado de Ucrania.
En 1996, la nueva Constitución de Ucrania confirmó el estatuto oficial del idioma ucraniano, y garantizaron el libre desarrollo, uso y protección del ruso junto a otros idiomas de minorías nacionales ucranianas. Aunque los políticos siguen generando controversias con las cuestiones lingüísticas. El 20 de mayo de 2008, el Consejo de la ciudad de Donetsk aprobó una resolución la cual limitaba la ampliación del ucraniano en las escuelas de la ciudad. Al día siguiente, el fiscal lo declaró como una decisión ilegal y el alcalde la suspendió, aunque el Consejo lo reveló dos días después.
De acuerdo a una encuesta de 2010, La ucranización forzada y la abolición del ruso están entre los problemas menos preocupantes para los ciudadanos ucranianos, preocupando solamente a 4.8 % de la población.

### Sistema educativo
El gobierno ucraniano implementó políticas para ampliar el uso del ucraniano y ordenó una mayor participación del ucraniano en los medios y en el comercio de manera progresiva. Aunque lo más importante fue el esfuerzo del gobierno en implementar el ucraniano como el único idioma oficial del país y en el sistema educativo del estado. A pesar de la Constitución, la Ley de Educación (que garantiza a las familias nacionales el derecho de elegir su lengua nativa para la escuela y los estudios), así como la Ley de Idiomas (una garantía a la protección de todos los idiomas en el país), de manera gradual el sistema de educación pasó de un sistema que solo era de manera parcial ucraniano a uno que es abrumadoramente ucraniano.
Pero el idioma ruso aún es estudiado como una materia necesaria en todas las escuelas secundarias, inclusive en aquellas que el ucraniano es su lengua principal de enseñanza. El número de estudiantes en escuelas secundarías que recibieron educación primaria en ucraniano creció del 47.9 % en 1990-1991 (el último año antes de la independencia del país) a 67.4 % en 1999, y a 75.1 % en 2003 y 2004 (mirar tabla). La ucranización ha alcanzado logros aun mayores en las instituciones de enseñanza superior, donde en 1990 solo el 7 % de los estudiantes aprendieron en ucraniano principalmente. Para 2003 y 2004, el porcentaje de alumnos universitarios y técnicos alcanzó el 87.7 % y para los estudiantes de instituciones a nivel universitario, este número alcanzó 80.1 %
| Año       | Ucraniano | Ruso   |
| --------- | --------- | ------ |
| 1991      | 45 %      | 54 %   |
| 1996      | 60 %      | 39.2 % |
| 1997      | 62.7 %    | 36.5 % |
| 1998      | 65 %      | 34.4 % |
| 1999      | 67.5 %    | 31.8 % |
| 2000      | 70.3 %    | 28.9 % |
| 2001      | 72.5 %    | 26.6 % |
| 2002      | 73.8 %    | 25.3 % |
| 2003-2004 | 75.1 %    | 23.9 % |

#### Ley de educación (2017)
El 25 de septiembre de 2017, El presidente firmó una nueva ley de educación (El proyecto fue firmado por el Consejo Supremo el 5 del mismo mes) que decía que el ucraniano es el único idioma en todos los niveles excepto en materias que puedan ser enseñadas en dos o más idiomas, concretamente el inglés o alguna otra lengua oficial de la Unión Europea. La ley estipulaba un periodo transicional de 3 años para entrar en vigor en su totalidad, pero en febrero de 2018, el periodo se extendió hasta 2023.
La Asamblea Parlamentaria del Consejo de Europa (PACE, por sus siglas en inglés) desaprobó esta ley, llamándola “un gran impedimento para la enseñanza de las minorías nacionales”. Funcionarios de Hungría, Rumanía y Rusia también presentaron quejas -el húngaro y el rumano son lenguas oficiales de la Unión Europa, el ruso no. Los funcionarios rusos remarcaron que la nueva ley cumple plenamente con las normas europeas sobre los derechos de minorías. La ley indica que “las personas pertenecientes a pueblos indígenas en Ucrania tienen garantizados el derecho a estudiar en los centros públicos de educación preescolar y primaria en la lengua materna (preguntar) de su respectivo pueblo indígena, junto con la lengua oficial del estado en clases o grupos separados”.
La PACE lo describe como una reducción considerable de los derechos del pueblo indígena, llevados a cabo sin consultar con sus representantes. 27 de junio de 2018: Pavló Klimkin, el ministro de asuntos extranjeros en Ucrania, indicó que, siguiendo con la recomendación de la Comisión de Venecia, la enseñanza del idioma de la ley de educación no se utilizará en las escuelas privadas y que todas las escuelas públicas para las minorías nacionales “tendrán amplia autoridad para determinar por su cuenta que clases serían enseñadas en ucraniano o su lengua nativa”.

### Medios de comunicación masivos
Desde 2004, el gobierno ucraninano ha promulgado restricciones en programas de televisión y de radio de habla rusa: los programas de habla rusa necesitan incluir subtítulos o traducción al ucraniano, también las radios locales y las estaciones de televisión tenían derecho a transmitir en ruso solamente si podían probar que tenían público ruso. Hubo ciertas oposiciones a esta prohibición, pero hoy la prohibición tiene una aplicación plena y las películas rusas están, en su mayoría, subtituladas en los cines o en la televisión ucraniana. Las películas cuyo idioma no fueran ruso o ucraniano, que solían ser dobladas en ruso, ahora solamente son dobladas, sincronizadas o subtituladas en ucraniano.
Las autoridades del país defienden esta prohibición y declaran que tiene como objetivo desarrollar una industria de distribución ucraniana, además de darle a los distribuidores del país algo en que apoyarse al negociar sus propias ofertas al momento de comprar películas extranjeras. Los distribuidores rusos controlan alrededor del 90 % de las películas extranjeras proyectadas en Ucrania, por lo que tienden a suministrar copias subtituladas o dobladas al ruso, las cuales son parte de paquetes más amplios distribuidos por toda Rusia y los territorios soviéticos.
Andriy Khalpakhchi, director de la Fundación de Cine Ucraniano, reclama que “Algunos vendedores europeos del mercado cinematográfico de Berlín están denunciando que los compradores rusos ya están amenazando que no compraran películas si ellos (los vendedores) están vendiendo directamente a Ucrania, sin usar canales de distribución rusos”.  A pesar de que antes tenían miedo que hubiese problemas debido a la introducción de doblajes ucranianos de manera obligada en películas, el número de visitantes a cines del país se disparó al 40 % en 2009, comparado a 2008.
Desde el 1 de noviembre de 2008, de acuerdo al Consejo Ucraniano nacional de Televisión y Radio, a varios canales de televisión rusos no se les ha permitido transmitir en Ucrania, sobre todo por las propagandas que subían los canales. Además, los distribuidores ucranianos fueron ordenados a ajustar las emisiones de acuerdo a las leyes del país.

### Leyes
De acuerdo con las leyes en los procedimientos civiles y administrativos promulgadas en 2005, todos los procedimientos legales y de la corte en Ucrania tienen que ser realizados en ucraniano. Sin embargo, esto no restringe el uso de otros idiomas, ya que la ley garantiza un servicio de intérpretes por cualquier idioma deseado por los ciudadanos, los acusados o para los testigos.